# Alice Childress
Alice Childress (12 d'octubre de 1916 a Charleston, Carolina del Sud – 14 d'agost de 1994 a Nova York) fou una novel·lista, dramaturga i actriu negra estatunidenca. Fou reconeguda com la única dona afroamericana que ha escrit, produït i publicat obres de teatre durant quatre dècades. Childress va descriure la seva obra dient: "La meva escriptura intenta interpretar l'ordinari perquè la societat no és ordinària. Cada ésser humà és singularment diferent. Igual que els flocs de neu, el patró humà mai es repeteix dues vegades. Som incòmodament i meravellosament intricats, els nostres problemes són complexos." Childress també es va implicar en causes socials, i va formar una unió d'actors d'Off-Broadway.
L'arxiu dels documents d'Alice Childress es conserva al Centre Schomburg per la recerca sobre la Cultura Negra de Harlem, Nova York.

## Infància, joventut i educació
Childress (nascuda Herndon) va néixer a Charleston, Carolina del Sud, però a l'edat de nou anys, després que els seus pares s'haguessin separat, va anar a viure a Harlem amb la seva àvia, Eliza Campbell White, al carrer 118, entre l'Avinguda Lenox i la Cinquena Avinguda. Encara que la seva àvia, filla d'un esclau, no havia tingut educació formal, va animar Alice perquè aprengués a llegir i escriure. Alice va assistir a l'escola pública de Nova York per a l'educació secundària i va anar al Wadleigh High School, però va haver d'abandonar els estudis quan la seva àvia es va morir. Just després de deixar l'institut, es va involucrar ràpidament en el món del teatre. No va fer estudis universitaris.

## Carrera professional

### Actriu
Childress va haver de treballar en diverses feines per a mantenir-se, com ara treballadora domèstica, agent d'assegurances, comercial i assistent de maquinista. El 1939 va estudiar teatre al American Negro Theatre (ANT), on va actuar durant 11 anys. Va participar en les obres de John Silvera i Abram Hill, On Strivers Row (1940), en l'obra de Theodore Brown, Natural Man (1941) i en l'obra de Philip Yordan, Anna Lucasta (1944). Allà va guanyar fama com a actriu i va anar a Broadway a representar-hi Anna Lucasta, que va esdevenir l'obra de teatre negre representada durant més temps en tota la història de Broadway; va ser nominada al Premi Tony per la seva actuació en aquesta obra.

### Dramaturga
El 1949 va començar la seva carrera de dramaturga amb l'obra d'un sol acte Florence. Alice la va dirigir i protagonitzar. Aquesta obra referia molts dels temes que més tard serien característics de la seva obra, com l'empoderament de les dones negres, la política interracial i la vida de la classe obrera. A Florence, Mama Whitney, una dona negra treballadora va decidir viatjar en tren des de Carolina del Sud a la ciutat de Nova York per recuperar la seva filla, Florence. Tanmateix, després que una dona blanca que espera el mateix tren li ofereix ajuda recomanant-la per a una feina, Mama Whitney decideix enviar diners a la seva filla en comptes d'emportar-se-la a casa.
La seva obra de 1950, Just a Little Simple, era una adaptació de la novel·la de Langston Hughes Simple Speaks His Mind i fou produïda a Harlem, al teatre Club Baron. La seva següent obra de teatre, Gold Through the Trees (1952), li va donar la distinció de ser l'única dona afroamericana que treballava professionalment en l'escena de Nova York.
La primera obra llarga de Childress, Trouble in Mind, fou produïda pel teatre Greenwich Mews el 1955 i fou representada 91 vegades. Aquesta obra va guanyar un premi Obie per la millor obra de l'off-Broadway de la temporada 1955-56, fent que ella fos la primera dona negra a obtenir aquest honor. Tracta sobre el racisme en el món del teatre i la frustració dels actors i actrius negres en el teatre principal dels blancs.
El 1962 va acabar la seva següent obra de teatre, Wedding Band: A Love/Hate Story in Black and White. Aquesta se situa a Carolina del Sud durant la Primera Guerra Mundial i tracta sobre un amor interracial prohibit. Cap teatre de Nova York va voler estrenar l'obra perquè era molt escandalosa i realista. El 1966 l'obra fou premiada a la Universitat de Michigan, a Ann Arbor, i també fou estrenada a Chicago. Al 1972 es va poder estrenar per primera vegada aquesta obra a Nova York durant el Festival Shakespeare de la ciutat, protagonitzada per Ruby Dee. Més tard fou gravada per ser emesa per televisió, però molts canals la van refusar.
El 1965, Childress va ser presentada al programa de la BBC The Negro in the American Theatre. Entre el 1966 i el 1968 fou professora resident de l'Institut d'Estudis Avancats Radcliffe de la Universitat Harvard.
Conjuntament amb el compositor Nathan Woodard, que era el seu marit, va escriure diversos musicals com Young Martin Luther King (originalment titulat The Freedom Drum, 1968) i Sea Island Song (1977).

### Llibres juvenils
Alice Childress també és coneguda com a escriptora de llibres juvenils com Those Other People (1989) i A Hero Ain't Nothin' but a Sandwich (1973). El 1978 va adaptar aquesta última obra per a la pel·lícula homònima de 1978 que va ser protagonitzada per Cicely Tyson i Paul Winfield. La seva novel·la de 1979 A Short Walk fou nominada per a un Premi Pulitzer.

## Vida personal
També va servir els noms de Louise Henderson i Alice Herndon abans que el 1934 es casés amb l'actor Alvin Childress. La parella va tenir una filla, Jean R. Childress, i es van divorciar el 1957; aleshores es va casar amb el músic Nathan Woodard en segones núpcies.
Va morir a l'Hospital General Astoria de Queens, a l'edat de 77 anys. A l'època de la seva mort estava treballant en una història sobra la seva besàvia, Ani-Campbells, que havia estat esclava, i sobre la seva besàvia d'origen escocès-irlandès.

## Premis
- Off-Broadway Magazine (Trouble In Mind), 1956
- ALA millor llibre juvenil de 1975 (per A Hero Ain't Nothin' but a Sandwich)
- Lewis Carroll Shelf Award (per A Hero Ain't Nothin' but a Sandwich)
- Jane Addams Children's Book Honor per una novel·la juvenil (per A Hero Ain't Nothin' but a Sandwich)
- Paul Robeson Award per contribució a les arts escèniques, 1980
- Menció honorable a, Coretta Scott King Award, 1982
- What a Girl, 1985

## Obres destacades

### Teatre
- Florence (1949)
- Just a Little Simple (1950)
- Gold Through the Trees (1952)
- Trouble in Mind (1955)
- Wedding Band: A Love/Hate Story in Black and White (1966)
- The Freedom Dream, later retitled Young Martin Luther King, Jr. (1968)
- String (1969)
- Wine in the Wilderness (1969)
- Mojo: A Black Love Story (1970)
- When the Rattlesnake Sounds (1975)
- Let's Hear It for the Queen (1976)
- Sea Island Song, later retitled Gullah (1977)
- Moms: A Praise Play for a Black Comedienne (1987)

### Novel·les
- Like One of the Family (1956)
- A Hero Ain't Nothin' but a Sandwich (1973), de la que es va adaptar al cine a la pel·lícula homònima de 1978
- A Short Walk (1979)
- Rainbow Jordan (1981)
- Those Other People (1989)

## Trivial
La cançó "Alice Childress" de Ben Folds Five no està relacionada amb ella. És una coincidència que hi hagués una dona amb el mateix nom que aboqués aigua damunt la muller de Ben Folds.
Childress fou membre de la germandat Sigma Gamma Rho.